# باریک‌سوسمارریختان
باریک‌سوسمارریختان (انگلیسی: Leptosuchomorpha) یکی از کلادهای گیاه‌خزنده‌سانان است.